# Fregatele
Fregatele (Fregatidae) sunt o familie de păsări acvatice din ordinul Pelecaniformes, cuprinzând un singur gen. Păsările din această familie trăiesc în regiunile marine tropicale și subtropicale, fiind adaptate la zborul rapid și de durată lungă. Ele sunt păsări de pradă având ciocul încovoiat. Membranele interdigitale sunt reduse, din care cauză nu sunt înotătoare bune, având un mers greoi pe sol. Noaptea, păsările dorm pe arbori. Hrana și-o procură prin plonjare la suprafața apei sau prin urmărirea altor păsări pe care le obligă să arunce prada pe care fregatele o prind în zbor. Clocesc în colonii mari depunând un singur ou.

Ele sunt cunoscute prin existența unui sac de piele de culoare roșie aflat în regiunea laringelui, care poate fi umflat de masculi în perioada reproducerii.

## Specii
Genul Fregata cuprinde 5 specii:
- Fregata
- Fregata aquila
- Fregata ariel
- Fregata magnificens
- Fregata minor